# Thelypteris serrulata
Thelypteris serrulata är en kärrbräkenväxtart som först beskrevs av Olof Peter Swartz, och fick sitt nu gällande namn av Joan B. Procter. Thelypteris serrulata ingår i släktet Thelypteris och familjen Thelypteridaceae. Inga underarter finns listade.